# Michał Rogacki
Michał Rogacki, pseud. Miś (ur. 10 grudnia 1971 roku), autor i kompozytor piosenek. Występował w kabaretach Afera, Rower i Gzik. Wraz z zespołem Street Band występował na poznańskim Starym Rynku oraz ulicach włoskiej Ferrary. Laureat nagrody im. Jonasza Kofty podczas 23. Finału Ogólnopolskiego Przeglądu Piosenki Autorskiej. Laureat 42. Studenckiego Festiwalu Piosenki w Krakowie.

## Nagrody
- 42. Studencki Festiwal Piosenki w Krakowie – Nagroda Prezydenta Miasta Krakowa
- 23. Ogólnopolski Przegląd Piosenki Autorskiej – Nagroda im. Jonasza Kofty